# Józef Stępkowski (rolnik)
Józef Stępkowski (ur. 13 kwietnia 1970 w Ząbkowicach Śląskich) – polski polityk, inżynier rolnik, poseł na Sejm V kadencji.

## Życiorys
W 1997 ukończył studia na Wydziale Rolniczym Akademii Rolniczej we Wrocławiu. Zajął się prowadzeniem gospodarstwa rolnego o powierzchni kilkudziesięciu hektarów w Otmuchowie (produkcja roślinna). Był prezesem Grupy Producentów Nasion Roślin Oleistych OL-STAR. Zasiadł w radzie programowej Polskiego Radia Opole.
Był radnym rady powiatu nyskiego w latach 2002–2005. W 2005 z pierwszego miejsca listy Samoobrony RP w okręgu opolskim został wybrany posłem na Sejm V kadencji liczbą 8714 głosów. Pełnił funkcję wiceprzewodniczącego opolskiej rady wojewódzkiej tej partii, członka jej rady krajowej oraz członka zarządu wojewódzkiego ZZR „Samoobrona”. Zasiadał w sejmowej Komisji Administracji i Spraw Wewnętrznych, Komisji Finansów Publicznych, Komisji Skarbu Państwa oraz Komisji Edukacji, Nauki i Młodzieży.
W przedterminowych wyborach parlamentarnych w 2007 bez powodzenia ubiegał się o ponowny mandat z list wyborczych Samoobrony RP (otrzymał 1152 głosy). W ostatnich dniach kadencji odszedł z partii i klubu parlamentarnego, a następnie współtworzył Partię Regionów. W 2014 kandydował bezskutecznie z ramienia Prawa i Sprawiedliwości na wójta gminy Kamiennik.
W 2016 został prezesem stadniny koni w Prudniku.